# Шарі Лапена
Шарі Лапена (англ. Shari Lapena) — канадська письменниця. Насамперед відома завдяки роману «Подружжя по сусідству», який став міжнародним бестселером.

## Біографія
Народилася 1960 року в Канаді. Перед тим, як почати свою письменницьку кар'єру, Лапена працювала адвокатом і вчителькою англійської мови та літератури. 2008 року вийшов її дебютний роман — «З ніг на голову» (англ. Things Go Flying), який увійшов до короткого списку фіналістів премії «Сонячний спалах» 2009 року. Її другий роман — «Економіка щастя» — потрапив до короткого списку фіналістів премії імені Стівена Лікока 2012 року. Світове ж визнання письменниця здобула вже після публікації роману «Подружжя по сусідству» (2016), який став міжнародним бестселером. З того час світ побачили ще декілька романів письменниці.